# Сушица (Гърция)
Вижте пояснителната страница за други значения на Сушица.
Сушица (на гръцки: Κομψάτος ποταμός; на турски: Kuru, Kuruçay) е река в Южните Родопи, Гърция. Извира под връх „Бабина чука“ до българо-гръцката граница. Има дължина от 68 км и се влива в езерото Буругьол (Вистонида). Водосборният ѝ басейн заема площ от 567 км2. Горното ѝ течение преминава през букови гори, а в долната му част – предимно дъбови. Реката е важно местообитание за около 130 вида птици, някои от които са застрашени от изчезване.